# Morti nel 1035
| Questa pagina contiene informazioni ricavate automaticamente dalle voci biografiche con l'ausilio del template Bio e di un bot. L'aggiornamento è periodico e automatico e ricostruisce completamente la pagina. Se manca una persona in questa lista, sei pregato di non aggiungerla, ma accertati piuttosto che la sua voce biografica contenga il template Bio e che i dati anagrafici siano correttamente compilati. Se il template Bio manca, inseriscilo tu stesso o, in alternativa, metti l'avviso {{tmp\|Bio}} che ne segnala la mancanza. Se i dati riportati sono sbagliati, correggi direttamente la voce biografica; le modifiche saranno visibili in questa lista entro pochi giorni. Per chiarimenti vedi il progetto biografie. La lista contiene solo le 16 persone che sono citate nell'enciclopedia e per le quali è stato implementato correttamente il template Bio. Pagina aggiornata al 10 feb 2025. |

- 26 maggio - Berengario Raimondo I di Barcellona, conte
- 30 maggio - Baldovino IV di Fiandra, conte
- 1º giugno - Simeone di Siracusa, monaco cristiano e santo bizantino
- 2 luglio - Roberto I di Normandia, nobile
- 18 ottobre - Sancho III Garcés di Navarra, re
- 4 novembre - Jaromír di Boemia, sovrano boemo
- 4 novembre - Yahya ibn Ali, califfo
- 12 novembre - Canuto il Grande, sovrano norreno (n. 994)
- Armengol di Urgell, vescovo spagnolo
- Astrid Olofsdotter, sovrana svedese (n. 1008)
- Estrid degli Obotriti, regina obodrita
- Mayor de Ribagorza, nobile spagnola
- Tróndur í Gøtu, norrena
- Svein di Norvegia, nobile danese
- Ahmad ibn Muhammad al-Tha'labi, scrittore persiano
- Ibn Shuhayd, poeta arabo (n. 992)